# نظامية
في سياق علم الأنظمة وفلسفتها، تعدّ النظاميات مبادرةً لدراسة النظم. وهي محاولةٌ لتطوير نماذج وأطر منطقية ورياضية وهندسية وفلسفية تُمكّن من دراسة ونمذجة النظم الفيزيائية والتكنولوجية والبيولوجية والاجتماعية والمعرفية والميتافيزيقية.[بحاجة لمصدر]
صاغ ماريو بونخي وآخرون مصطلح "النظاميات" في سبعينيات القرن الماضي، كنموذج بديل للبحث المتعلق بنظرية النظم العامة وعلم الأنظمة.